# 康宏站
75°06′S 123°20′E / 75.100°S 123.333°E
康宏站（法語：Base antarctique Concordia），是法国与意大利联合开设的南极科学考察站，2005年建立，位于南极高原的冰穹C地区，海拔3233米。距法国的迪蒙·迪维尔站约1100千米（680英里），距南极点约1670千米（1037英里）。康宏站是继沃斯托克站，阿蒙森-斯科特站之后，在南极高原建立的第三个全年运行的科考站。

## 历史
1992年，法国决定在南极高原上建立一个新的科考站。后来意大利加入该计划。 1996年，法国和意大利的联合团队开始在南极高原工作，建立了一个夏季营地。建造该营地的主要目的是为欧洲南极冰芯取样项目的进行和永久性科考站的建立提供后勤支持。之后经过数年努力，新站“康宏站”于2005年成立。

## 运输
运往康宏站的大部分物资都会在迪蒙·迪维尔站中转，从在沿海地带卸货到运送货物到站，整个过程大约需要7到12天时间（很大程度由天气状况决定）。考察站工作人员往返和运送较轻的货物则用乘飞机的方式，这需要使用位于迪蒙迪维尔站的机场。

## 环境
康宏站属冰原气候，是世界上最冷的地方之一。全年气温很少高于-25°C，寒季时气温可时常降至-80°C以下，空气湿度很低，降水稀少。年平均气温达-54.5°C，最低气温-84.6°C，于2010年寒季时创造。而由于高海拔和所处位置，康宏站不曾出现过南极洲沿海地带常有的下降风，且全年平均风速较小（2.8米/秒）。

## 人类生物学和医学
康宏站拥有许多长期深空任务的压力源特征，特别是极端隔离和封闭，因此可作为与太空医学有关的有用模拟平台。在冬季，工作人员不可能在9个月内撤离或进入，并且在完全黑暗中长时间活动，在海拔高度几乎相当于赤道上4000米海拔。工作人员的生理和心理压力被标记。 康宏站对研究慢性低压低氧，继发于限制和隔离的压力，昼夜节律和睡眠中断，个体和群体心理学，远程医疗和天体生物学的研究特别有用。 康宏站被认为是用于长期深空任务的最高保真度真实地球类似物之一。

## 冰川学
在1970年代，康宏站所在的冰穹C地区曾是多个国家钻探小组的工作地点。到了90年代，欧洲南极冰芯取样项目的项目组决定在冰穹C开展冰芯深钻探工作。钻探工作于1996年开始，于2004年12月21日全部完成，钻探深度达到3270.2米，距基岩仅5米。在所回收的冰芯中，最古老的估计已有90万年历史。

## 天文观测
康宏站已被确认是一个适合极度精确的天文观测的地点，有许多利于观测的自然条件。如大气透明度高（甚至能让观测者在太阳的仰角高度达到38度时也能进行观测），天空中红外线辐射极少，空气中悬浮颗粒和粉尘的含量极低，空气湿度极低，不存在光污染等等。